# Cabo Correntes
El cabo Correntes (a veces también llamado en inglés Cape Corrientes, procedente del portugués cabo das Correntes) es un cabo del océano Índico localizado en la costa de Mozambique, en la provincia de Inhambane. Se encuentra en la entrada sur del canal de Mozambique.
El cabo Correntes fue históricamente considerado como uno de los obstáculos más terribles a los que se debían de enfrentar los barcos de vela que navegaban en el Índico. Fue nombrado así por las corrientes marinas costeras excepcionalmentes rápidas, parte de la corriente de Mozambique, que se dirigen hacia el sur y que tienen tendencia a formar remolinos en este cabo. También es un punto de confluencia de los vientos, con la capacidad de producir impredecible ráfagas violentas y torbellinos.
Los dhows medievales del sultanato de Kilwa rara vez (o nunca) navegaron por debajo del cabo, lo que hace del cabo Correntes el límite meridional de la costa suajili y de su zona cultural. Las leyendas locales recogen que el cabo estaba habitada por sirenas que atraían a los desafortunados marineros a la muerte.
En el siglo XVI, los barcos portugueses que hacían la carrera de la India y trazaban la entrada en el canal de Mozambique demasiado cerca de la costa a menudo tenían dificultad para superar el cabo Correntes, siendo  empujados hacia atrás por las rápidas corrientes contrarias y los complicados vientos (el más famoso, Vasco da Gama, en enero de 1498, el primer capitán europeo que intentó superarlo desde el sur, se vio obligado a volver hacia atrás hasta Inharrime). Navegar en la otra dirección es aún más peligroso, ya que la velocidad de la corriente en el cabo puede arrojar fácilmente una nave contra los numerosos bancos de arena y rocas que sobresalen y que caracterizan ese tramo de costa. Se estima que el 30% de los barcos perdidos cada año en las Armadas de la India portuguesa, entre los siglos XVI y XVII, naufragó alrededor del cabo Correntes, más que en cualquier otro lugar. Por ello la mayor parte del siglo XVI, a los capitanes que regresaban de la India hacia Portugal con grandes barcos (y por lo tanto menos manejables) se les prohibió la navegación en el canal de Mozambique, estando obligados a trazar un rumbo a través de la «ruta del exterior», es decir, al este de la isla de Madagascar, atravesando las islas Mascareñas, y regresando a la ruta superada Madagascar, evitando así las rápidas y traicioneras aguas del cabo Correntes.
Los terrores peculiares del cabo Correntes se aliviaron con el desarrollo de instrumentos fiables para medir la longitud, lo que permitió a los buques evitar navegar cerca de la punta, y trazar un rumbo más cómodo por el centro del canal de Mozambique.